# Skulptur från Ilé-Ifẹ̀
Skulptur från Ilé-Ifẹ̀ utgörs framför allt av naturalistiska metall-, terracotta- och stenskulpturer, vilka uppmärksammades av omvärlden först från mitten av 1900-talet, och som ledde till en omvärdering av västafrikansk tidig konsthistoria. Bland annat ett skulpturhuvud hittades 1910 vid utgrävningar i staden Ilé-Ifẹ̀ i yoruba-stadsriket  med samma namn av den tyske antropologen Leo Frobenius. Det var ett skulptur som antagits föreställa guden Olokun och som Frobenius felaktigt klassificerade som varande från antikens Grekland. Knappt 30 år senare påträffades kungaporträtt i brons under ett hus nära oònins (kungens) palats, ett fynd som påvisade att Ilé-Ifẹ̀ i äldre tider varit ett betydande konstcentrum.
Några av Ifefolkets viktigaste konstverk är naturalistiska huvuden. I konsten från Ilé-Ifẹ̀ avbildas ofta betydelsefulla personer med stora huvuden, vilket anses vara orsakat av föreställningen att huvudet härbärgerade ase, en individs inre energi och styrka. Kungarna avbildades också ofta med stängd eller täckt mun, för att inte för mycket av kraften i deras tal ska läcka ut. 
Ilé-Ifẹ̀ som konstcentrum anses ha börjat utvecklas under andra hälften av första århundradet efter Kristus, kanske under 800-talet. Under sent 1100-tal eller tidigt 1200-tal skapade dess konstnärer bronsskulpturer i cire perdue-teknik, och ibland i andra metaller som koppar, tenn zink och guld, samt skulpturer och kärl i terracotta. Det finns 19 kända huvuden i kopparlegering. Skulpturkonsten i Ilé-Ifẹ̀ nådde sin höjdpunkt under 1200-  och 1300-talen. Därefter minskade också mängden producerad konst i takt med att politisk och ekonomisk makt övertogs av de närbelägna stadsrikena Benin och Gamla Oyo.